# ماتيلدا هيرون
ماتيلدا هيرون (بالإنجليزية: Matilda Heron)‏ هي ممثلة أمريكية، ولدت في 1 ديسمبر 1830 في مقاطعة لندنديري في المملكة المتحدة، وتوفيت في 7 مارس 1877 في نيويورك في الولايات المتحدة.

## وصلات خارجية
- ماتيلدا هيرون على موقع قاعدة بيانات برودواي على الإنترنت (الإنجليزية)